# Ockrabulbyl
Ockrabulbyl (Alophoixus ochraceus) är en fågel i familjen bulbyler inom ordningen tättingar.

## Utseende och läte
Ockrabulbylen är en olivbrun bulbyl med en spretig tofs och en uppuffad lysande vit strupe. Den är mycket lik närbesläktade bruntofsbulbylen, men är mindre med mörkare och brunare ovansida, mer matt gul undersida och kortare tofs. Lätet består huvudsakligen av ljudliga och torra "chek" medan den varierande sången är behaglig.

## Utbredning och systematik
Ockrabulbyl delas numera vanligen in i sex underarter med följande utbredning:
- Alophoixus ochraceus hallae – förekommer i södra Vietnam
- Alophoixus ochraceus cambodianus – förekommer i sydöstra Thailand och sydvästra Kambodja
- Alophoixus ochraceus ochraceus – förekommer från södra Myanmar till sydvästra Thailand
- Alophoixus ochraceus sordidus – förekommer på centrala Malackahalvön
- Alophoixus ochraceus sacculatus – förekommer på södra Malackahalvön
- Alophoixus ochraceus sumatranus – förekommer på västra Sumatra

Tidigare inkluderades penanbulbylen (A. ruficrissus) i arten.

## Levnadssätt
Ockrabulbylen hittas i skogar i låglänta områden och lägre bergstrakter, där den föredrar urskog eller uppvuxen ungskog. Den ses vanligen i små ljudliga flockar födosökande på låg eller medelhög nivå. Födan består av bär och frukt, men även insekter.

## Status
Arten har ett rätt stort utbredningsområde och beståndet anses stabilt. Internationella naturvårdsunionen IUCN listar den därför som livskraftig (LC).